# Кашуэйра-ду-Сул
Кашуэ́йра-ду-Сул (порт. Cachoeira do Sul) — город в штате Риу-Гранди-ду-Сул (Бразилия), в 196 км от столицы штата — города Порту-Алегри. Население — 85 тыс. человек. Известен как «рисовая столица» Бразилии.